# Carlos María Colina y Rubio
Carlos María Colina y Rubio (Colima, Colima, 4 de noviembre de 1813-Puebla, Puebla, 10 de marzo de 1879) fue un obispo católico mexicano que fungió como obispo de Chiapas (hoy Diócesis de San Cristóbal de las Casas) de 1854 a 1863 y como obispo de la entonces diócesis de Tlaxcala (hoy Arquidiócesis de Puebla de los Ángeles) de 1863 hasta su fallecimiento. Como sacerdote estuvo incardinado a la Diócesis de Guadalajara siendo ordenado en 1837.